# Kareena Lee
Kareena Lee (9 de setembro de 1993) é uma nadadora australiana, medalhista olímpica na maratona aquática.

## Carreira
Lee conquistou a medalha de bronze nos Jogos Olímpicos de Verão de 2020 em Tóquio na prova de maratona aquática 10 km feminino com a marca de 1:59:32.5.